# Gletscher Islands

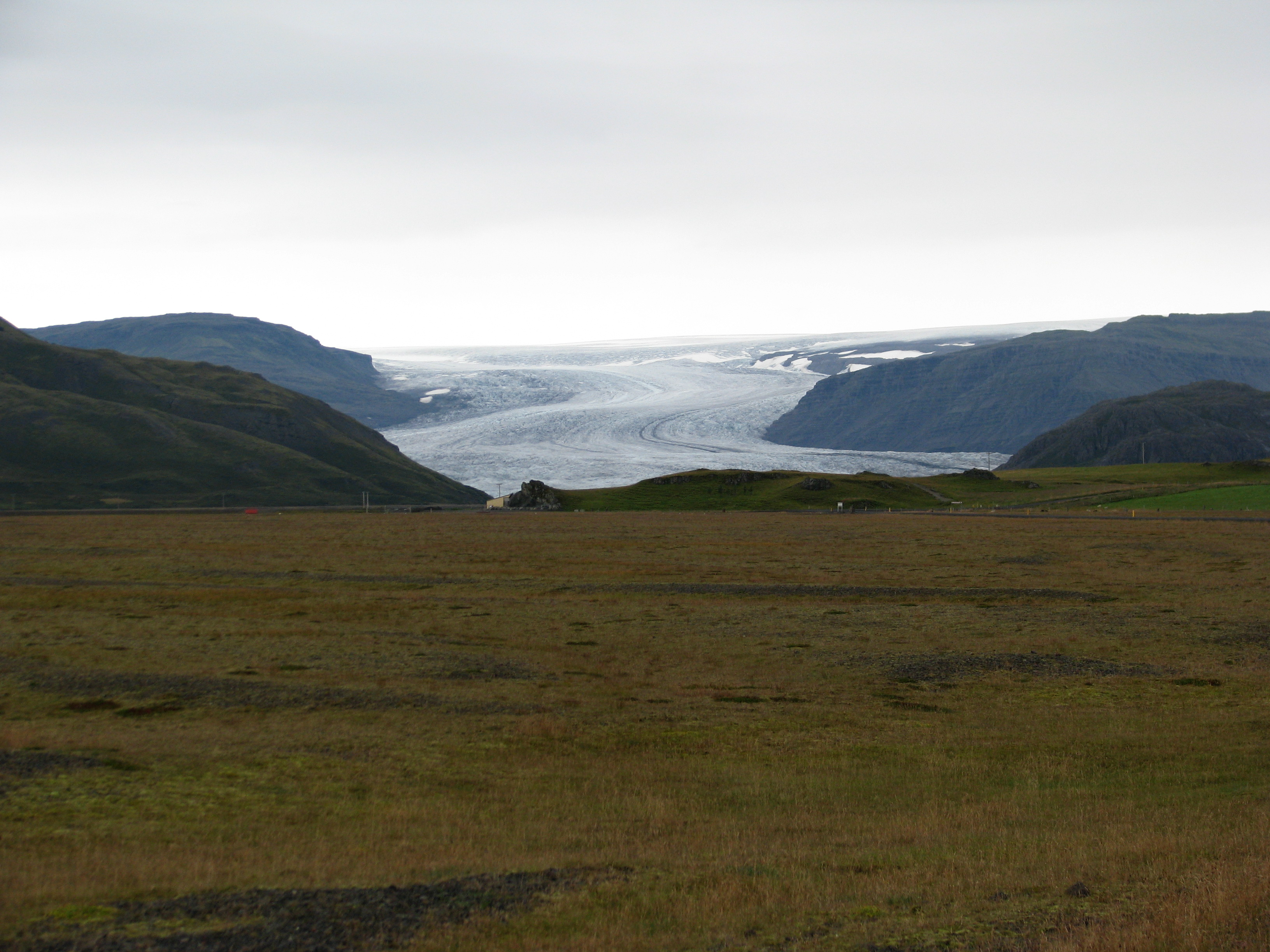
Hoffellsjökull

Die Gletscher Islands bedecken große Teile der Insel, insgesamt etwa elf Prozent der Landesoberfläche. Sie prägen das Landschaftsbild Islands maßgeblich. Das Wort jökull bedeutet im Isländischen Gletscher und ist daher im Namen nahezu jedes Gletschers zu finden.

## Interaktion zwischen Gletschern und Vulkanen

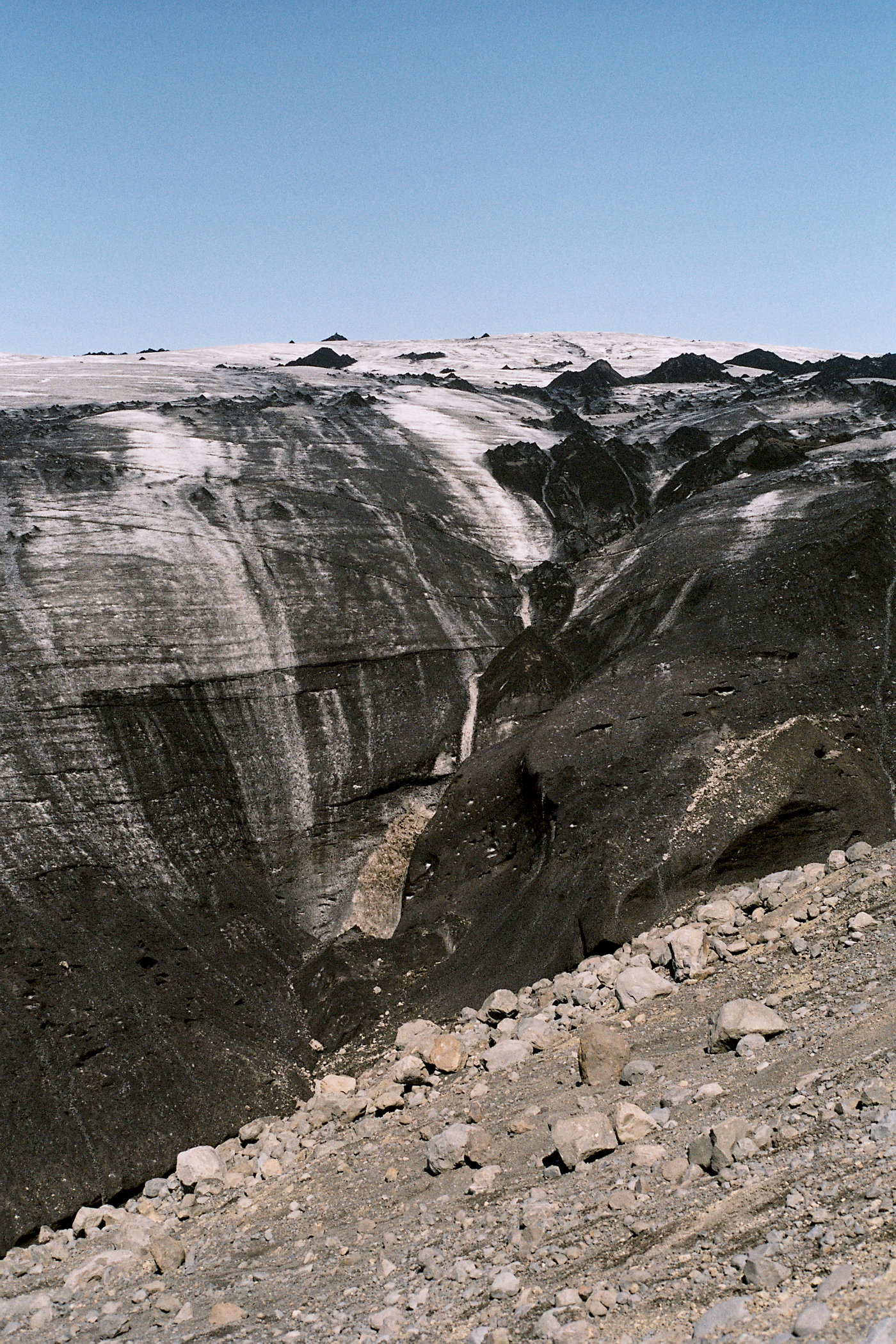
Vulkanasche auf einem Gletscher

Unter praktisch allen Gletschern Islands befinden sich Vulkane. Die bekanntesten und aktivsten dieser Vulkane befinden sich unter dem größten Gletscher, Vatnajökull. Unter ihm liegen u. a. die Vulkane Grímsvötn und Bárðarbunga. Die Caldera der Grímsvötn umfasst ca. 100 km², die der Bárðarbunga etwa 60 km².
Die übergletscherten Vulkane haben zahlreiche Gletscherläufe ausgelöst, Flutwellen, die infolge der Gletscherabschmelzung bei vulkanischen Eruptionen entstehen und teilweise gigantische Ausmaße erreichen. Die Eisdecke über den Vulkanen verstärkt die Tendenz zu phreatomagmatischen Eruptionen.
Die Klimaerwärmung der letzten Jahre lässt auch die isländischen Gletscher deutlich abschmelzen, so dass Geologen befürchten, die vulkanische Aktivität könne in den nächsten Jahren auf Island zunehmen. Laut dem Geologen Erik Sturkell haben die Gletscher Islands von 1890 bis 2011 über 300 km³ an Eis verloren. Um auf den zunehmenden Gletscherschwund aufmerksam zu machen, wurde am Fuße des ehemaligen Gletscher Okjökull eine Gedenktafel angebracht, die darauf hinweist, dass dies in den nächsten 200 Jahren mit allen isländischen Gletscher geschehen könnte.

## Meer und Gletscher
Aufgrund des subarktischen Klimas kalben einige Gletscher fast auf Meereshöhe, dies gilt etwa für den Breiðamerkurjökull, der den bekannten Gletschersee Jökulsárlón und den nahegelegenen Breiðárlón speist.

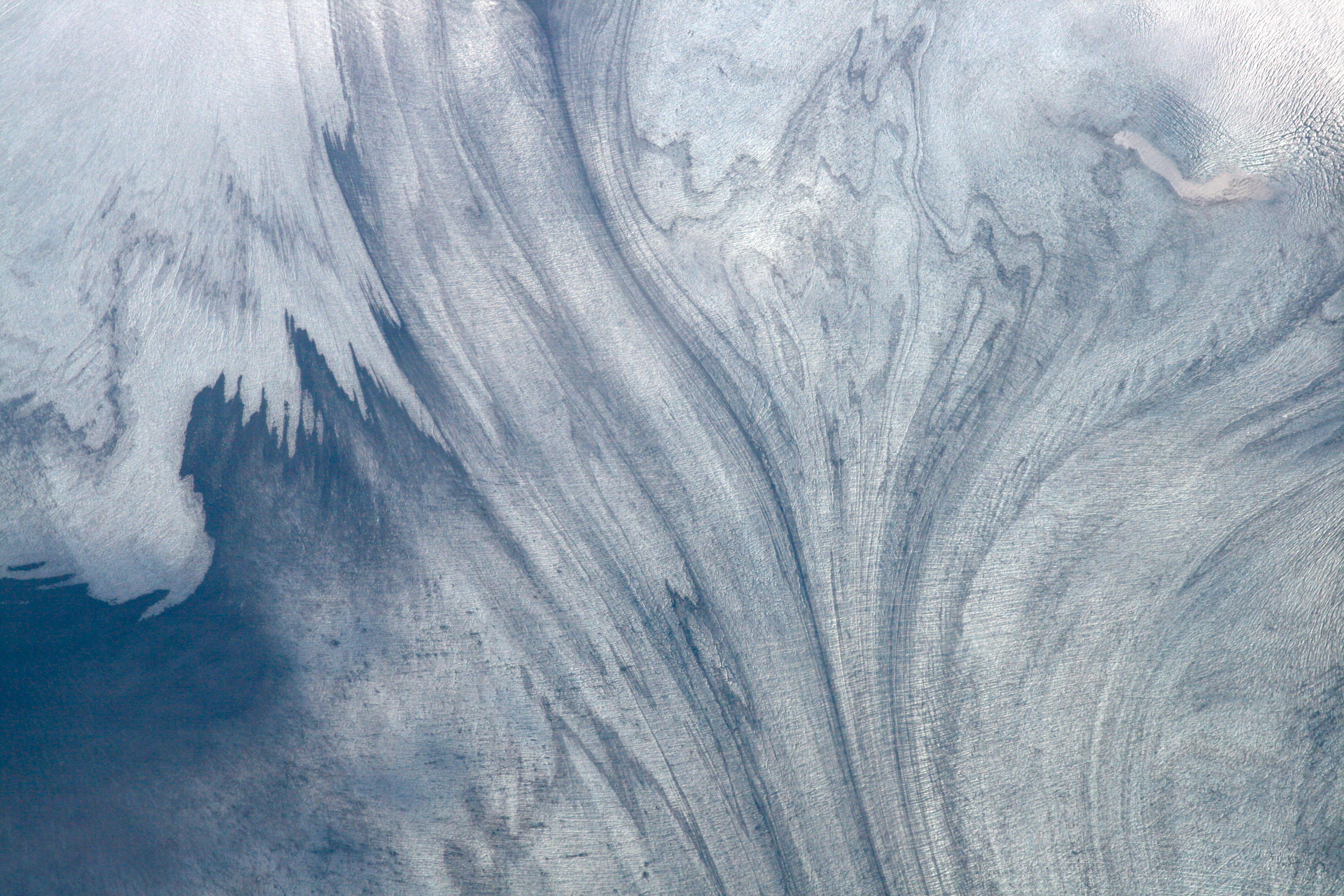
Luftaufnahme von Teilen des Vatnajökull
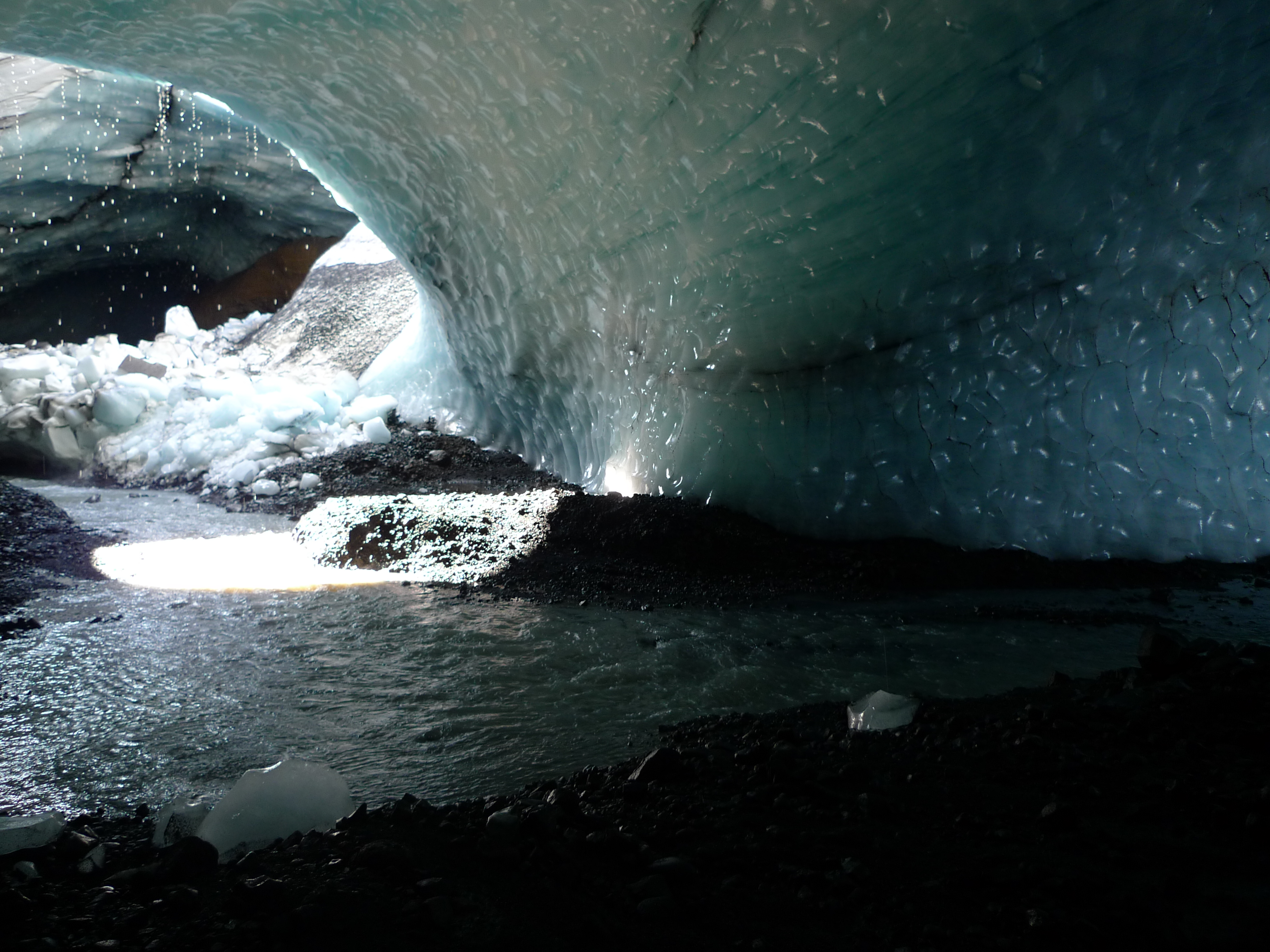
Eishöhle in den Kverkfjöll
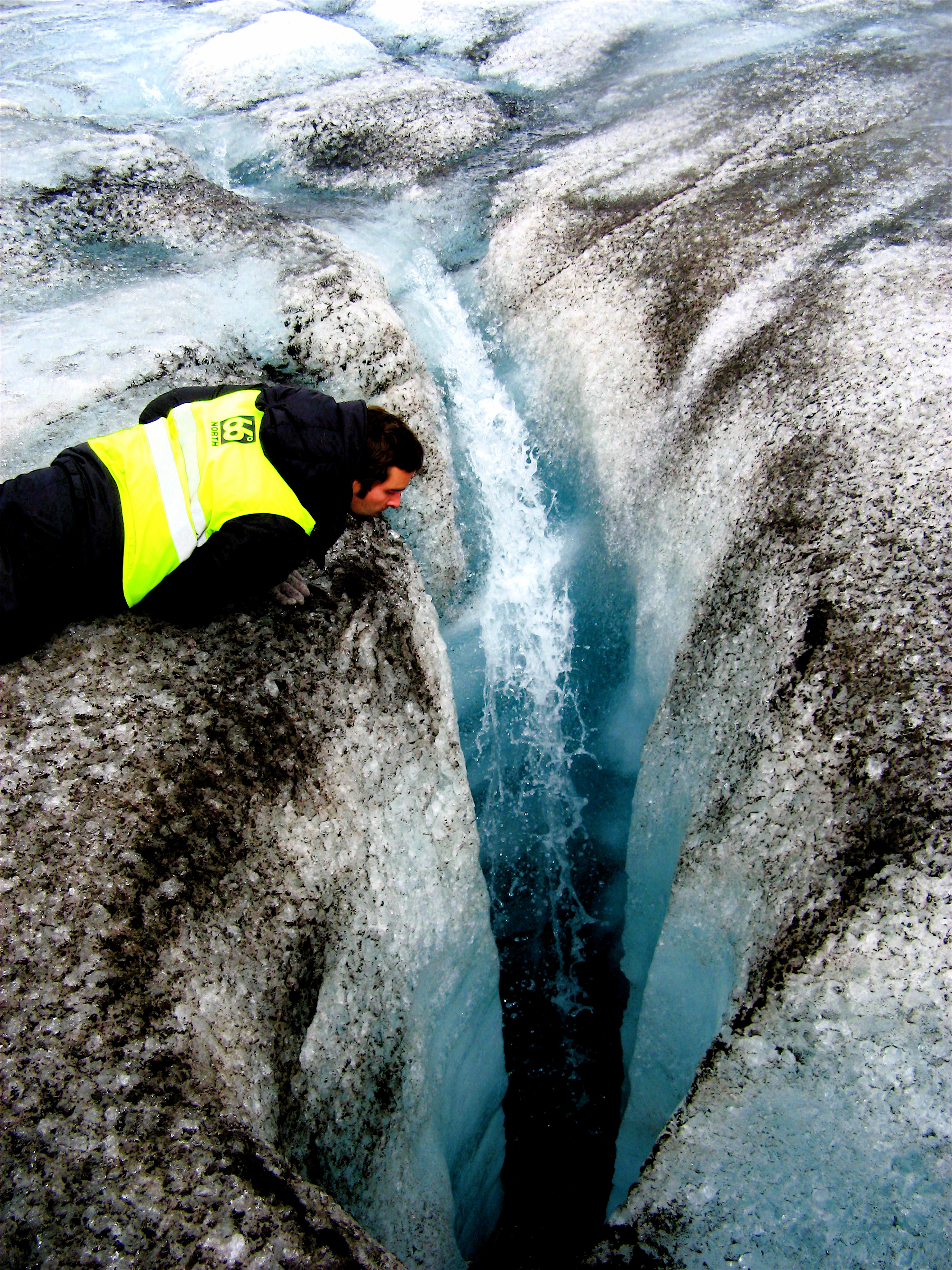
Gletscherspalte in Island
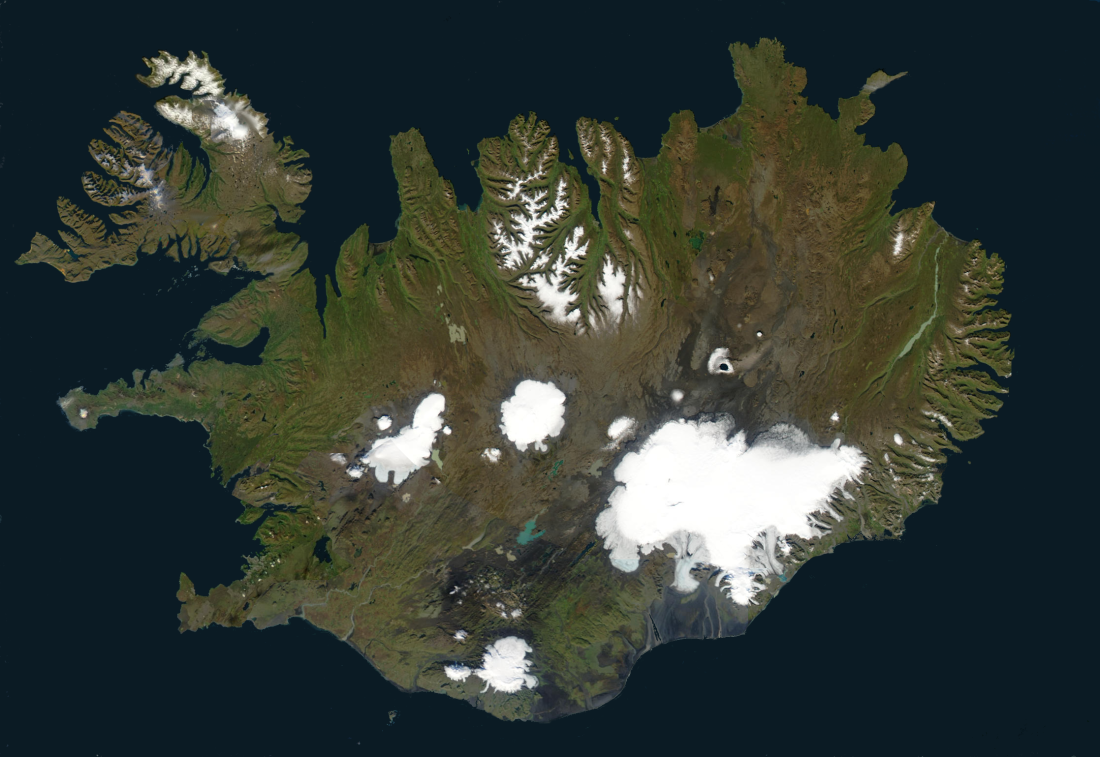
Satellitenaufnahme von Island im Sommer, die Gletscher sind deutlich als weiße Flecken erkennbar
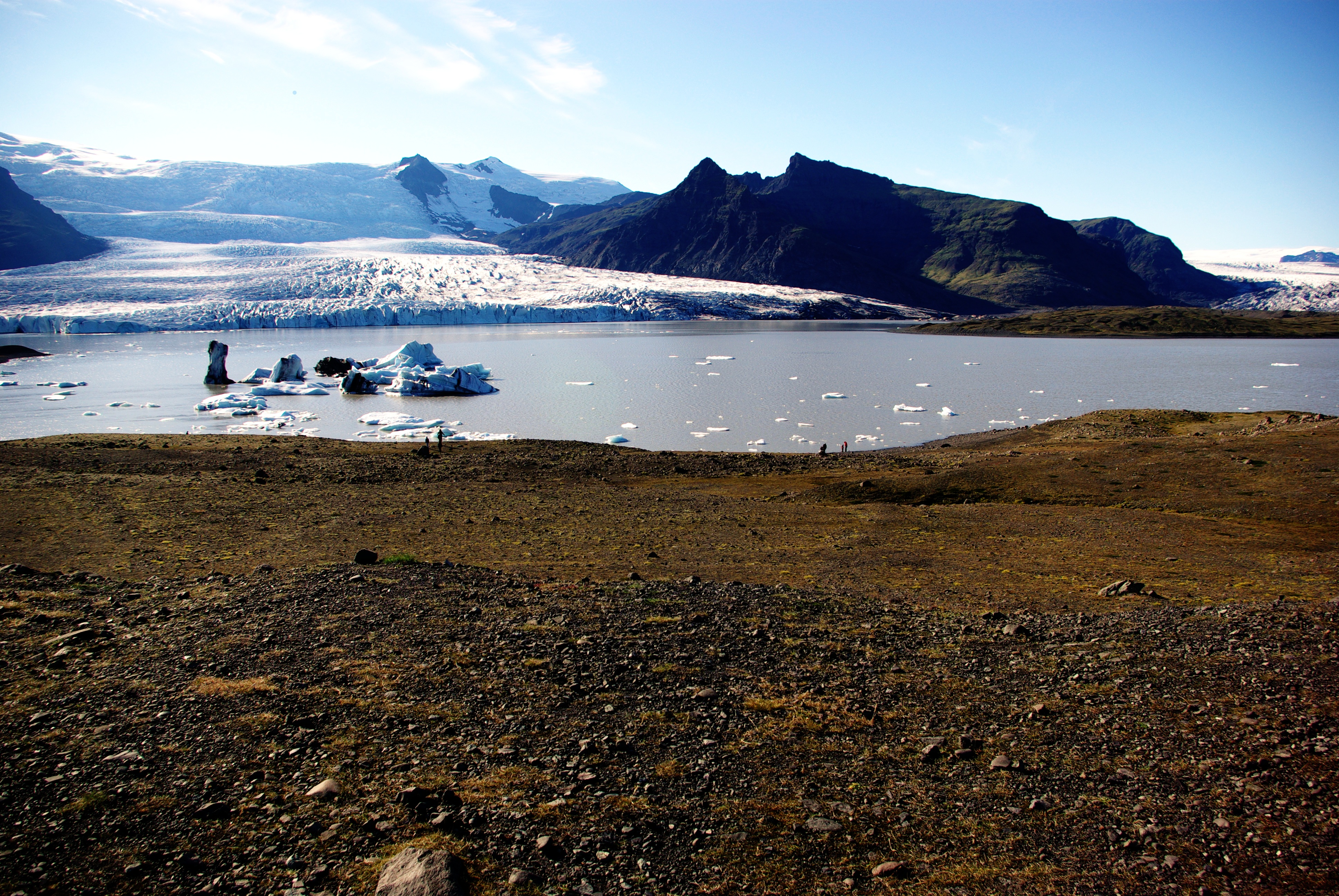
Fjallsárlón

## Literatur

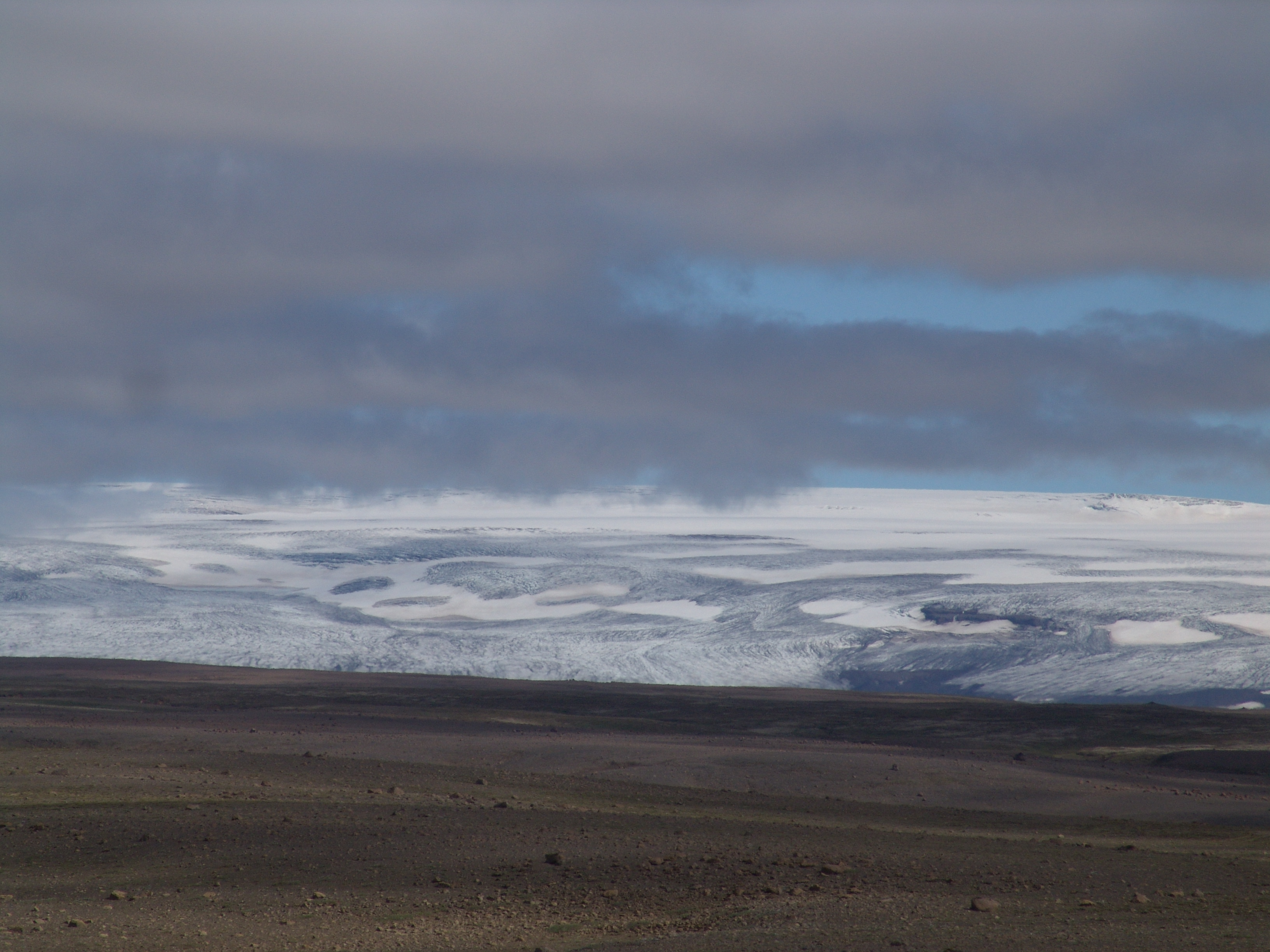
Gletscher und Sander in Island

## Die größten Gletscher Islands
| Rang | Gletscher         | Fläche km² | Volumen km³ |
| ---- | ----------------- | ---------- | ----------- |
| 1    | Vatnajökull       | 8300       | 3000        |
| 2    | Langjökull        | 953        | 195         |
| 3    | Hofsjökull        | 925        | 208         |
| 4    | Mýrdalsjökull     | 596        | 140         |
| 5    | Drangajökull      | 160        |             |
| 6    | Eyjafjallajökull  | 78         |             |
| 7    | Tungnafellsjökull | 48         |             |
| 8    | Þórisjökull       | 32         |             |
| 9    | Eiríksjökull      | 22         |             |
| 10   | Þrándarjökull     | 22         |             |
| 11   | Tindfjallajökull  | 19         |             |
| 12   | Torfajökull       | 15         |             |
| 13   | Snæfellsjökull    | 11         |             |

### Wissenschaftliche Beiträge

#### Zur Glaziologie
- Neuere Untersuchungen an den Gletscherschilden Islands. (PDF; 712 kB) Univ. Island (isländisch) mit 3D-Bildern.

#### Zum Vulkanismus
- A. Hooper, Benedikt Ófeigsson, Freysteinn Sigmundsson, Björn Lund, Páll Einarsson, Halldór Geirsson, Erik Sturkell: Increased capture of magma in the crust promoted by ice-cap retreat in Iceland. In: Nature Geoscience. 2011. doi:10.1038/ngeo1269.
- Zum Zusammenhang zwischen Klimaveränderungen und vulkanischer Aktivität unter isländischen Gletschern, Zusammenfassung zu Pagli/Sigmundsson. agu.org (englisch).
- Erik Sturkell: Impact on crustal deformation. Magmatic and tectonic processes of glacier thinning due to climate change. gvc.gu.se

#### Andere
- Zusammenfassung: Namen isländischer Gletscher (englisch)